# أنا-ليزا
أنّا-ليزا (بالنرويجية البوكمول: Anna-Lisa)‏ هي محركة دمى وممثلة نرويجية، ولدت في 30 مارس 1933 في أوسلو في النرويج، وتوفي بنفس المكان في 21 مارس 2018.

## وصلات خارجية
- أنا-ليزا على موقع IMDb (الإنجليزية)
- أنا-ليزا على موقع قاعدة بيانات الفيلم (الإنجليزية)